# Imaruí
Imaruí este un oraș în Santa Catarina (SC), Brazilia.